# Downtown Dubai

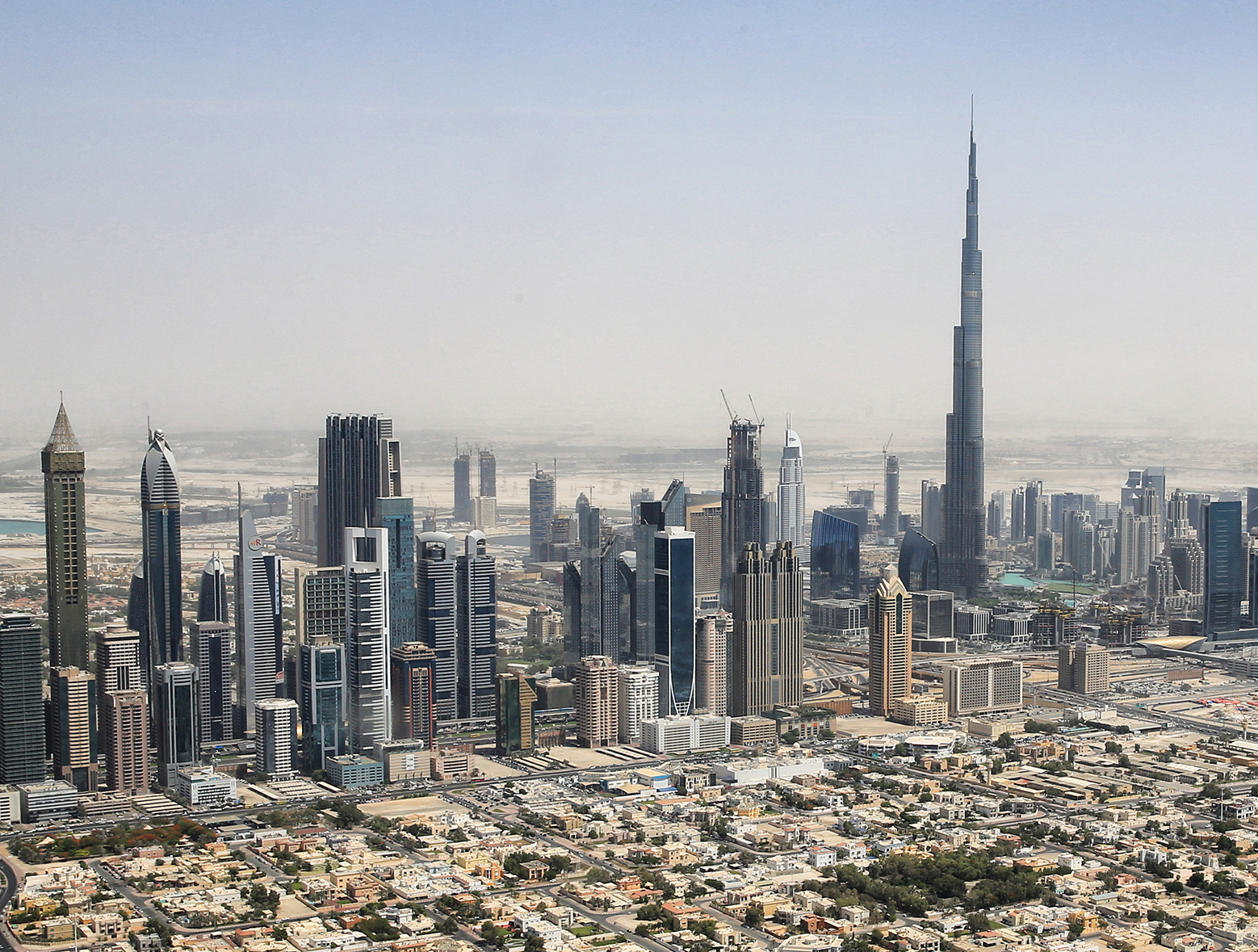
Downtown Dubai em 2015. Em destaque, o Burj Khalifa.

Downtown Dubai corresponde a um bairro nobre em construção na cidade de Dubai nos Emirados Árabes Unidos. O complexo está formado por diversos edifícios, um lago artificial, e como se fosse pouco, inclui a construção do edifício mais alto construído pelo homem, o Burj Khalifa, e o maior centro comercial do mundo, o Dubai Mall.
Sob os planos serão aproximadamente 700 hectares de aproximadamente 320.000 apartamentos em sua maioria em altos arranha-céus para os limites de "Business Bay"- sobre prorrogado Dubai Creek - incluindo numerosos edifícios de escritórios e hotéis. Dubai está localizado no centro sul e adjacente ao Sheikh Zayed Road para os igualmente inúmeros arranha-céus de pé. É previsível que o médio já é toda a área do norte a correr pela Sheikh Zayed Road para o oeste em Safa Creek Park e o novo canal com as novas instalações na zona sul da cidade comprimida em um aglomerado de cerca de 15 quilômetros quadrados que vão crescer juntos. 
O estreitamento Downtown Dubai pretende um novo espaço residencial e de trabalho para 750.000 pessoas e hoje a oferecer, no centro histórico Dubai Creek em ambos os lados do litoral norte aliviado. O Dubai Mall, de acordo com os planos com cerca de 1 milhão de metros m² área total - dos quais cerca de metade do espaço de vendas - então o maior centro comercial do mundo, também faz parte deste projecto, cujo custo total da construção E.U. $ 20 bilhões estimados. 
Atualmente (verão 2008) Downtown Dubai ainda é uma enorme canteiro construção avançado para os 75% dos guindastes em Dubai. A partir do Outono de 2009, o Metrô de Dubai, um aguilhão planejado ao longo do Monocarro de Dubai linha vai ser algo mais tarde, o Burj Khalifa, ao longo do Dubai Mall diretamente com o caminho alcançável para o público.

## Características
Downtown Dubai será sem duvida outra das maravilhas do mundo que desde alguns anos podemos ir apreciando em Dubai. O projeto consta de edifícios luxuosos e modernos, entre os que se encontram atualmente o Burj Dubai Lake Hotel & Serviced Apartments, Burj Khalifa o Dubai Mall Hotel e o Dubai Mall. Terá casas do tipo "Vila" e "Townhouse", e um lago na parte central com 12 hectares de terreno.

## Propriedades
Emaar, em sua página oficial, tem publicado as distintas propriedades das que consta na Downtown Dubai, com o fim de colocá-las a venda. Elas são:
- Burj Khalifa - Este edifício, único em sua classe, tem batido todos os recordes mundiais em quanto as marcas de altura. Atualmente é o edifício mais alto do mundo com 828 metros de altura.

- Dubai Mall Hotel - Este hotel forma parte do Dubai Mall. Foi concluído em 2009.

- Burj Dubai Lake Hotel & Serviced Apartments - Este hotel forma parte do complexo Downtown Dubai e é o segundo edifício mais alto na área (superado pelo Burj Khalifa). Sua originalidade alerta na parte superior o faz muito distinto. Atualmente está a ponto de ser terminado. Mede 305 metros (o qual o converte em um dos hotéis mais altos do mundo

- Dubai Mall - Atualmente o maior centro comercial do mundo (Quando concluído será ultrapassado pelo Mall da Arabia também em Dubai). Contendo também o maior aquário do mundo, o Dubai Aquarium and Discovery Centre, tendo em exposição 33.000 animais.

- Os lagos - O complexo Downtown Dubai contém o maior lago artificial do mundo dentro de uma cidade, que por sua vez conterá a fonte mais larga do mundo. Se encontrará em meio ao complexo.
  - UAQ Marina
  - The Greens
  - Arabian Ranches

- Burj Dubai Boulevard - Esta será a avenida principal de acesso ao complexo Downtown Dubai.
  - Burj Dubai Lake Park
  - Burj Dubai Square
  - Boulevard Crescents
  - South Ridge
  - The Old Town
  - The Old Town Island